# 김지환 (1892년)
김지환(金智煥, 1892년 2월 22일 ~ 1972년 4월 9일)은 한국의 독립운동가이다. 아호는 일천(一泉).

## 생애
평안북도 정주군 출생이다. 기독교인으로, 정주의 오산학교를 졸업하고 일본에 유학했다.
1919년 3·1 운동이 일어날 때는 유학을 마치고 귀국해 있었다. 그는 먼저 정춘수를 만나 의기투합한 뒤, 오화영, 이승훈 등 서북 출신의 기독교 인사들과 논의하여 민족대표 48인 중 한 사람으로 참가했다가 복심에서 무죄 판결을 받았지만 미결수로 2년 가까이 복역하였다. 당시 3·1 운동은 그해 1월부터 프랑스에서 열린 파리강화회의와 미국의 대통령 우드로 윌슨의 발언에 영향을 받은 바 컸는데, 그는 강화회의 참가국 위원들과 윌슨 대통령에게 기미독립선언서를 간접 전달하여 독립의 의지를 표시하고 열강들의 도움을 청원하는 임무를 맡았다.
김지환은 함태영에게서 서류를 전해 받아 3월 1일 거사 당일에 경성부를 출발하여 만주에서 장로교 목사로 근무하고 있던 김병농의 집으로 갔다. 그러나 김병농이 의주의 만세운동에 참가하기 위해 이미 귀국한 상태였으므로, 이곳에서 김병농의 아들인 김태규를 통하여 이 서류를 상하이로 우송하도록 했다. 그는 만주에서 돌아오던 중에 즉각 체포되었으나 이듬해 무죄 판결을 받고 풀려났다.
1948년 3월 미 군정청 군정장관 딘 소장으로부터 5·10 총선거를 관리하기 위한 중앙선거위원회 위원에 임명되었다.
- 대한민국 정부는 1963년 건국훈장 독립장을 수여하였다.

## 가족
- 장남 : 김영주, 제3공화국 외무부차관[1]

## 참고자료
- 김지환 : 독립유공자 공훈록 - 국가보훈처